# Чеганли (Белебеївський район)
Чеганли́ (рос. Чеганлы, башк. Сағанлы) — присілок у складі Белебеївського району Башкортостану, Росія. Входить до складу Анновської сільської ради.
Населення — 148 осіб (2010; 138 в 2002).
Національний склад:
- татари — 76 %